# Coppa CERS 1990-1991
La Coppa CERS 1990-1991 è stata l'11ª edizione dell'omonima competizione europea di hockey su pista riservata alle squadre di club. Il torneo ha avuto inizio il 2 febbraio e si è concluso l'8 giugno 1991.
Il titolo è stato conquistato dal Benfica per la prima volta nella sua storia.

## Squadre partecipanti
| Nazione        | Club              | Città                | Qualificazione                                                                       |
| -------------- | ----------------- | -------------------- | ------------------------------------------------------------------------------------ |
| Francia        | Coutras           | Coutras              | 3º in Nationale 1 1989-1990                                                          |
| Germania Ovest | Dortmund          | Dortmund             | 3º in 1 Bundesliga 1990                                                              |
| Germania Ovest | Mönchengladbach   | Mönchengladbach      | 4º in 1 Bundesliga 1990                                                              |
| Germania Ovest | Remscheid         | Remscheid            | 5º in 1 Bundesliga 1990                                                              |
| Italia         | Amatori Lodi      | Lodi                 | 4º in Serie A1 1989-1990, semifinale play-off                                        |
| Italia         | Marzotto Valdagno | Valdagno             | 6º in Serie A1 1989-1990, quarti di finale play-off                                  |
| Italia         | Seregno           | Seregno              | Detentore della Coppa CERS 1989-1990 e 2º in Serie A1 1989-1990, semifinale play-off |
| Italia         | Trissino          | Trissino             | 5º in Serie A1 1989-1990, quarti di finale play-off                                  |
| Portogallo     | Benfica           | Lisbona              | 2º in 1ª Divisão 1989-1990                                                           |
| Portogallo     | Oliveirense       | Oliveira de Azeméis  | 3º in 1ª Divisão 1989-1990                                                           |
| Portogallo     | Sanjoanense       | São João da Madeira  | 4º in 1ª Divisão 1989-1990                                                           |
| Spagna         | Igualada          | Igualada             | 2º in División de Honor 1989-1990                                                    |
| Spagna         | Noia              | Sant Sadurní d'Anoia | 3º in División de Honor 1989-1990                                                    |
| Spagna         | Reus Deportiu     | Reus                 | 4º in División de Honor 1989-1990                                                    |
| Svizzera       | Montreux          | Montreux             | 2º in Lega Nazionale A 1990                                                          |
| Svizzera       | Villeneuve        | Villeneuve           | 3º in Lega Nazionale A 1990                                                          |
| Svizzera       | Wimmis            | Wimmis               | 4º in Lega Nazionale A 1990                                                          |

## Risultati

### Primo turno
| Squadra 1 | Totale | Squadra 2   | Andata | Ritorno |
| --------- | ------ | ----------- | ------ | ------- |
| Wimmis    | 7 - 9  | Sanjoanense | 7 - 8  | 0 - 1   |

### Ottavi di finale
| Squadra 1         | Totale | Squadra 2    | Andata | Ritorno |
| ----------------- | ------ | ------------ | ------ | ------- |
| Benfica           | 48 - 4 | Coutras      | 24 - 2 | 24 - 2  |
| Dortmund          | 5 - 22 | Seregno      | 2 - 9  | 3 - 13  |
| Mönchengladbach   | 6 - 25 | Noia         | 4 - 13 | 2 - 12  |
| Igualada          | 12 - 1 | Sanjoanense  | 10 - 0 | 2 - 1   |
| Marzotto Valdagno | 10 - 9 | Amatori Lodi | 6 - 2  | 4 - 7   |
| Remscheid         | 4 - 12 | Trissino     | 2 - 2  | 2 - 10  |
| Reus Deportiu     | 34 - 5 | Montreux     | 19 - 2 | 15 - 3  |
| Villeneuve        | 6 - 24 | Oliveirense  | 2 - 8  | 4 - 16  |

### Quarti di finale
| Squadra 1 | Totale | Squadra 2         | Andata | Ritorno |
| --------- | ------ | ----------------- | ------ | ------- |
| Benfica   | 10 - 9 | Oliveirense       | 10 - 2 | 0 - 7   |
| Noia      | 2 - 10 | Igualada          | 1 - 4  | 1 - 6   |
| Seregno   | 8 - 10 | Marzotto Valdagno | 3 - 5  | 5 - 5   |
| Trissino  | 6 - 7  | Reus Deportiu     | 4 - 2  | 2 - 5   |

### Semifinali
| Squadra 1         | Totale | Squadra 2     | Andata | Ritorno |
| ----------------- | ------ | ------------- | ------ | ------- |
| Igualada          | 5 - 6  | Reus Deportiu | 5 - 1  | 0 - 5   |
| Marzotto Valdagno | 8 - 10 | Benfica       | 3 - 5  | 5 - 5   |

### Finale
| Squadra 1     | Totale | Squadra 2 | Andata | Ritorno |
| ------------- | ------ | --------- | ------ | ------- |
| Reus Deportiu | 9 - 14 | Benfica   | 6 - 4  | 3 - 10  |